# شروسبوری (نیوجرسی)
شروسبوری (به انگلیسی: Shrewsbury) شهری در ایالت نیوجرسی کشور ایالات متحده آمریکا است که جمعیت آن در سرشماری سال ۲۰۱۰ میلادی، ۳٬۸۰۹ نفر بوده‌است.